# Бикл, Шлойме
Шлойме Бикл (идиш שלמה ביקל‎, англ. Solomon Bickel; 8 июня 1896, Устечко, Австро-Венгерская империя — 3 сентября 1969, Нью-Йорк) — румынский, позже американский еврейский прозаик, редактор, литературный критик и публицист, адвокат. Писал на идише.

## Биография
Родился в местечке Устечко на берегу Днестра в Восточной Галиции. Его отец Ицхок Бикл, корчмарь, происходил из известной миснагидской династии, был приверженцем Хаскалы и палестинофилом, увлекался современной литературой на обоих еврейских языках (идише и иврите). Мать — Бейла (Берта) Бикл (урождённая Гефнер, 1874—1957), из раввинской династии.
Учился в государственной школе в Киселёве, затем в польской гимназии в Коломыи (где вместе с братьями жил в доме деда Мордхе Бикла), и одновременно получил традиционное еврейское образование в хасидском хедере и с частными репетиторами, занимался древнееврейским языком и литературой. В 1915 году был призван в Австрийскую армию, дослужился до офицера и был демобилизован в 1918 году. Некоторое время был комендантом еврейской дружины в составе вооружённых формирований Украинской народной республики в Коломыи. В начале 1919 года поселился в Черновицах, где поступил на юридический факультет Черновицкого университета (окончил в 1922 году). Занимался адвокатской практикой в Черновицах.
Писать художественную прозу начал в средней школе, публиковался в гектографическом журнале «Махшавотену» (наши мысли, Коломуя) на иврите, который издавался местной группой молодёжного движения Ха-шомер ха-цаир. В 1919 году начал публиковаться на идише в еженедельнике «Фрайхайт» (свобода), который издавался в Черновицах организацией Поалей Цион; главным образом писал полемические статьи и публицистику. Вскоре вошёл в редколлегию этого еженедельника и стал его редактором, где на протяжении трёх лет публиковал редакторские колонки, критические заметки, новостные материалы.
В сентябре 1922 года Шлойме Бикл переехал в Бухарест, где открыл адвокатскую контору и занимался адвокатской практикой последующие шестнадцать лет. С ухудшением политического климата в стране и усилением профашистских настроений эмигрировал в 1939 году в США; помощь в получении разрешения на въезд в страну ему оказал писатель Йосеф Опатошу. Будучи в Бухаресте, Бикл публиковался в «Идише култур» (еврейская культура, 1921), которую редактировал в Черновицах баснописец Элиэзер Штейнбарг; «Шойбм» (оконные стёкла, 1924), издаваемом Янкевом Штернбергом в Черновицах ежемесячном литературном журнале; «Литерарише блетер» (литературные листки, Варшава), американских периодических изданиях «Тог» (день, с 1940 года), «Цукунфт» (будущее), «Идишер кемфер» (еврейский борец), «Фрайе арбетер штимэ» (вольный рабочий голос), «Инзих» (интроспекция), «Култур ун дерциунг» (культура и образование), «Ундзер вег» (наш путь), «Опатошу-Лейвик-замлбух» (сборник Опатошу-Лейвика) в Нью-Йорке; «Ди пресе» (пресса, Буэнос-Айрес). Большую часть публикаций этого периода составляли публицистические эссе и литературная критика. Составил изданный в Нью-Йорке сборник избранных произведений Мойше Альтмана (1955), был редактором-составителем сборника, посвящённого творчеству Шмуэла Нигера (1960). Редактор сборника «Пинкес Коломей» (книга памяти Коломыи, 1957).
Опубликовал ряд книг публицистики, художественной прозы, мемуаров и литературной критики, которые в том числе служат важным источником по изучению еврейской литературной жизни Румынии между двумя мировыми войнами. Был редактором журналов «Ди фрайхайт» (1920—1922, Черновицы), «Ундзер вег» (наш путь, с Янкевом Штернбергом, 1926—1929, Бухарест), «Ди вох» (неделя, с Мойше Альтманом, 1934—1935, Бухарест), «Шойбм» (с Янкевом Штернбергом, 1934—1938, Бухарест), «Ди идише эссей» (еврейское эссе, 1946, Нью-Йорк). Занимался также общественной деятельностью: был секретарём Буковинского отделения еврейской рабочей партии Поалей Цион (1919—1922, Черновицы), председателем Култур-Лиге (культурной лиги) в Бухресте, членом центрального комитета Еврейской культурной федерации Великой Румынии и центрального комитета ХИАС в Бухаресте; членом всемирного совета Института исследования идиша YIVO от Румынии. После эмиграции в Нью-Йорк состоял членом всемирного совета Международного конгресса еврейской культуры, административного комитета YIVO, вице-президентом еврейского ПЕН-клуба.
Среди псевдонимов Шлойме Бикла: Александр Клужер, Ш. Кирс, Ш. Хад, Ш. Б., Шин Бейс, Ш. Вербош, А. М. Бабши, Лейбиш Гефнер. Жил в Бронксе.

## Семья
- Брат — Лотар Бикель (нем. Lothar (Eliezer Lazare) Bickel, 1902, Коломыя — 1951, Торонто), врач-гинеколог и учёный-медик, профессор, философ, последователь и душеприказчик философа Константина Бруннера[нем.]; опубликовал несколько философских трактатов[10]. Его сын — учёный в области математической статистики Питер Джон Бикель (род. 1940), профессор Калифорнийского университета в Беркли[11].
- Двоюродный брат — актёр и эстрадный певец Теодор Бикель[12].

У него также были сёстры Эстер Сехер (1904—1993) и Сара Федер, младший брат Миша.
- Жена — Этя Бикл (урождённая Шафер, 1899—1972).
  - Сын — Александр Мордехай Бикель (1924—1974), правовед, автор трудов в области конституционного права, профессор Йельского университета.

## Книги
- אינזיך און אַרומזיך, נאָטיצן פֿון אַ פּאָלעמיסט און קריטישע באַמערקונגען (инзих ун арумзих, нотицн фун а полемист ун критише бамеркунген — в себе и вокруг себя, записки полемиста и критические заметки). Бухарест: Издательство «Шолем-Алейхем», 1936. — 187 с.
- אַ שטאָט מיט ייִדן, זכרונות און געשטאַלטן (а штот мит идн, зихройнес ун гешталтн — город с евреями, воспоминания и образы). Нью-Йорк, 1943. — 246 с.; עיר ויהודיה (перевод на иврит). Тель-Авив: Мосад Бялик, 1967. — 255 с.
- דעטאַלן און סך-הכּלען, קריטישע און פּאָלעמישע באַמערקונגען (деталн ун сахаклен, критише ун полемише бамеркунген — детали и итоги, критические и полемические заметки). Нью-Йорк, 1943. — 256 с.
- ייִדן דאַװענען: ניו-יאָרקער רעפּאָרטאַזשן (идн давенен: нью-йоркер репортажн — евреи в молитве: нью-йоркские репортажи). Нью-Йорк: Р. И. Новак, 1948. — 201 с.
- עסײען פֿון ייִדישן טרױער (эсейен фун идишн тройер — эссе еврейской грусти). Нью-Йорк: Р. И. Новак, 1948. — 254 с.
- דרײַ ברידער זײַנען מיר געװען (драй бридер зайнен мир гевен — нас было три брата). Нью-Йорк: Матонес, 1956. — 234 с.
- פּינקס קאָלאָמײ: געשיכטעס, זכרונות, געשטאַלטן, חורבן (пинкес коломей: гешихтес, зихройнес, гешталтн, хурбм — книга памяти Коломыи: истории, воспоминания, образы, Холокост; редактор). Нью-Йорк: Rausen Bros, 1957. — 448 с.
- רומעניע: געשיכטע, ליטעראַטור-קריטיק, זכרונות (Руменье: гешихте, литератур критик, зихройнес — Румыния: история, литературная критика, воспоминания). Буэнос-Айрес: Кием, 1961. — 409 с.; יהדות רומניה: היסטוריה, ביקורת ספרותית, זכרונות (перевод на иврит). Тель-Авив: Издательство землячества румынских евреев, 1978. — 445 с.
- פּינקס פֿאַר דער פֿאָרשונג פֿון דער ייִדישער ליטעראַטור און פּרעסע (пинкес фар дер форшунг фун дер идишер литератур ун пресе — сборник для изучения еврейской литературы и прессы, с Хаимом Басом). В трёх томах. Нью-Йорк: Всемирный еврейский конгресс, 1965 и 1972.
- משפּחה האַרטשיק (мишпохе Арчик — семья Арчик). Тель-Авив: ха-Менора, 1967. — 198 с.
- די ברכה פֿון שײנקײט, עסײען װעגן אַבֿרהם סוצקעװער (ди брохе фун шейнкейт, эссе вегн Авром Суцкевер — благословение красотой, эссе об Авроме Суцкевере). Тель-Авив: ха-Менора, 1969. — 60 с.
- שרײַבער פֿון מײַן דור (шрайбер фун майн дор — писатели моего поколения). В трёх томах. Нью-Йорк: Матонес, 1958, 1965 и 1970.